# Thunder de San Antonio

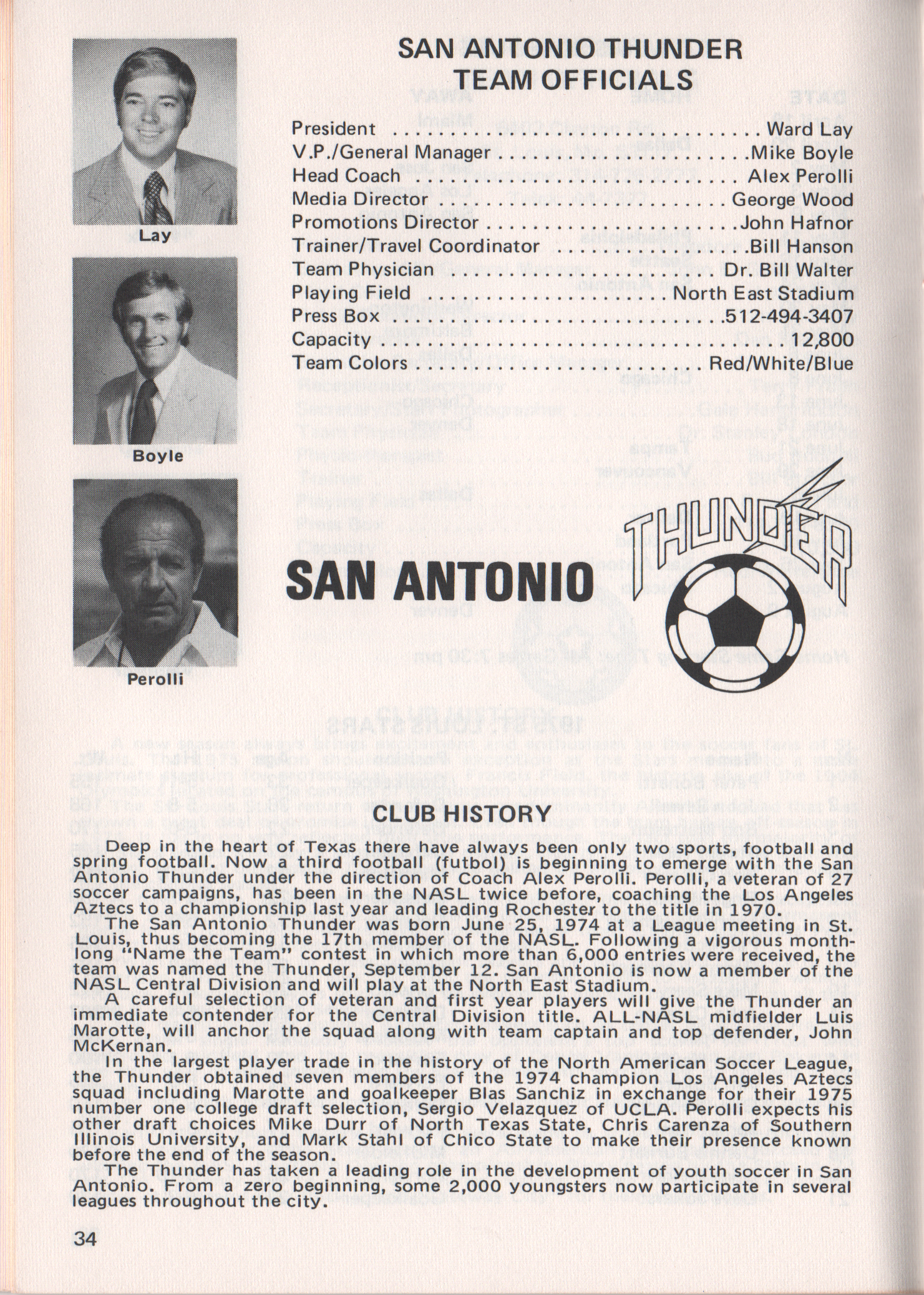
Histoire en NASL des Thunder de San Antonio en 1975

Le Thunder de San Antonio (en anglais : San Antonio Thunder) était une équipe de soccer de la ville de San Antonio qui a évolué dans la NASL durant deux saisons (en 1975 et 1976). Après San Antonio, la franchise déménage à Hawaï sous le nom de Team Hawaï (en), puis à Tulsa sous le nom des Roughnecks de Tulsa.

## Résultats
| Année | Championnat | G  | P  | N | Pts | Saison régulière                           | Playoffs      |
| ----- | ----------- | -- | -- | - | --- | ------------------------------------------ | ------------- |
| 1975  | NASL        | 6  | 16 | — | 59  | 5th, Central Division                      | Non qualifiée |
| 1976  | NASL        | 12 | 12 | — | 107 | 4th, Pacific Conference, Southern Division | Non qualifiée |

## Joueurs
- Tommy Callaghan
- Bobby Clark
- Derek Currie
- Jim Forrest
- Jim Henry
- Harry Hood
- Neil Martin
- David McCreery
- Bob McNab
- Bobby Moore
- Billy Semple
- Eddie Thomson